# Horley
Horley es una localidad del distrito de Reigate and Banstead, en el condado de Surrey (Inglaterra). Tiene una población estimada, en 2019, de 25 770 habitantes.
Con conexiones rápidas en tren durante todo el día a Londres, califica como una ciudad de cercanías. Sin embargo, tiene una economía propia significativa, que incluye parques empresariales y una calle comercial relativamente larga.

## Geografía
Según la Oficina Nacional de Estadística británica, Horley tiene una superficie de 11,24 km².

## Demografía
Según el censo de 2001, Horley tenía 21 232 habitantes (49,21% varones, 50,79% mujeres) y una densidad de población de 1888,97 hab/km². El 19,8% eran menores de 16 años, el 73,86% tenían entre 16 y 74 y el 6,34% eran mayores de 74. La media de edad era de 37,9 años. Del total de habitantes con 16 o más años, el 30,13% estaban solteros, el 53,69% casados y el 16,18% divorciados o viudos.
El 91,99% de los habitantes eran originarios del Reino Unido. El resto de países europeos englobaban al 2,74% de la población, mientras que el 5,28% había nacido en cualquier otro lugar. Según su grupo étnico, el 95,97% eran blancos, el 1,11% mestizos, el 1,58% asiáticos, el 0,59% negros, el 0,44% chinos y el 0,26% de cualquier otro. El cristianismo era profesado por el 73,31%, el budismo por el 0,14%, el hinduismo por el 0,59%, el judaísmo por el 0,15%, el islam por el 0,85%, el sijismo por el 0,08% y cualquier otra religión por el 0,22%. El 16,94% no eran religiosos y el 7,73% no marcaron ninguna opción en el censo.
11 610 habitantes eran económicamente activos, 11 386 de ellos (98,07%) empleados y 224 (1,93%) desempleados. Había 8623 hogares con residentes, 162 vacíos y 25 eran alojamientos vacacionales o segundas residencias.

## Personas notables
- Robert Smith, miembro fundador de The Cure, vivió en Horley cuando era niño.
- Lol Tolhurst, un exmiembro de The Cure, nació y vivió en la ciudad.